# Rudolf Ficker

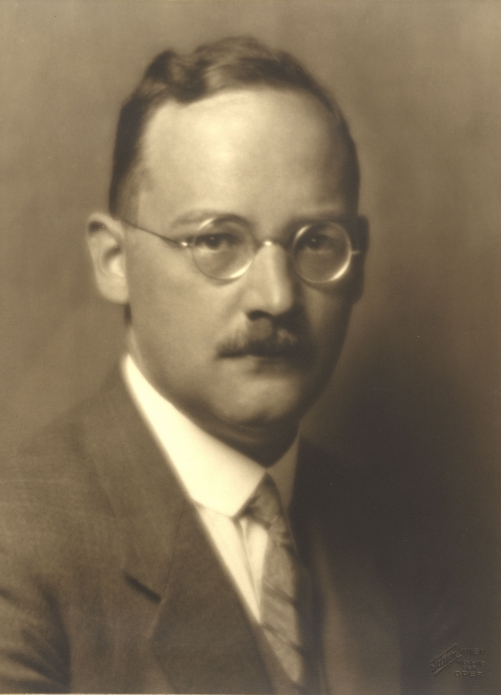
Rudolf von Ficker em 1927

Rudolf Ficker, Ritter von Feldhaus (Munique, 11 de junho de 1886 - Igls, 2 de agosto de 1954) foi um musicólogo e professor da Áustria.
Estudou composição em Munique a partir de 1905. Depois foi aluno de Guido Adler em Viena na disciplina de musicologia, obtendo doutorado em 1913. Em 1920 tornou-se professor na Universidade de Innsbruck, e a partir de 1927 ensinou em Viena, além de conduzir concertos de música gótica. A partir de 1931 sucedeu Adolf Sandberger na Universidade de Munique. Depois da II Guerra Mundial voltou a Innsbruck, trabalhando sobre música medieval, sendo um dos pioneiros deste campo. Ganhou fama internacional estudando os Códices de Trento. 
Entre suas publicações se contam:
- Die Chromatik im italienischen Madrigal des 16. Jahrhunderts, 1913.
- Beiträge zur Chromatik des 14. bis 16. Jahrhunderts, 1914.
- Die Kolorierungstechnik der Trienter Messen, 1920.
- Primäre Klangformen, 1929.
- Polyphonic Music of the Gothic Period, 1929.
- Guido Adler und die Wiener Schule der Musikwissenschaft, 1946.
- The Transition on the Continent in New Oxford History of Music 3, 1960.